# Tremulina
Tremulina là một chi thực vật có hoa trong họ Restionaceae.